# Jean-Paul Elkann
Pour les articles homonymes, voir Elkann.
Jean-Paul Elkann, né le 28 décembre 1921 à Paris 9e et mort le 23 novembre 1996 à Neuilly-sur-Seine, est un banquier français, président de la Compagnie financière Jean-Paul Elkann (CFJPE).

## Biographie
Jean-Paul Elkann est le fils de l'industriel Armand Elkann (1882-1962) de Montbéliard et de son épouse Berthe Bloch.
Jean-Paul Elkann est élève au lycée Janson-de-Sailly à Paris. Il est reçu à Polytechnique en juin 1940, mais quitte la France pour les États-Unis, pour continuer ses études à l'Université de Columbia de New-York. 
Il se marie à New York avec Carla Ovazza (1922-2000), héritière d'une famille juive de banquiers de Turin et nièce d'Ettore Ovazza, qu'il rencontre à l'université Columbia. Ils ont un fils, Alain Elkann, père de John Elkann, Lapo Elkann, et Ginevra Elkann, né à New York en 1950. Après leur divorce, il se remarie, le 9 novembre 1953, avec Françoise Schuhl, avec qui il a une fille Brigitte Elkann épouse de Jean-Louis Loeb-Picard, à Paris en 1976, mère de Pauline Loeb-Picard, Edouard Loeb-Picard, et Pierre Loeb-Picard[Quoi ?].

## Études
Il fait ses études aux États-Unis et est diplômé de l'Université Columbia de New-York.

## Activités professionnelles
Son père Armand Elkann et lui entrent dans l'industrie métallurgique. Il est le propriétaire et président de la compagnie Vanadium Steel Italiana (à partir de 1948) et de Vanadium Alloys Steel Canada (à partir de 1950) et vice-président de Vanadium Alloys Steel (États-Unis) (à partir de 1953).
Aciéries et automobiles : Lors de son retour en France en 1953, Jean-Paul Elkann importe le brevet du Vanadium développé avec son père en Amérique du Nord, aux Forges de Chatillon-Commentry-Neuve-Maison dont il devient le Président et administre les aciéries de Creusot-Loire, Usinor, Teksid-France, Penarroya. Il s'intéresse de même à l'industrie automobile et préside Valeo. 
Finances : Il se diversifie dans la finance et participe à la création au côté du baron Edmond de Rothschild à la Compagnie financière Edmond de Rothschild dont il est administrateur jusqu'à la création de la Compagnie financière Jean-Paul Elkann, banque. Il participe de même à la création de l'Institut de développement industriel (IDI) dont il est administrateur. Il est administrateur indépendant de la BNP-Paribas et d'Astorg.
Industries du Luxe : Il se diversifie dans l'industrie des parfums. En 1962, il est président des Parfums Caron. 
Il dirige la société groupe Christian Dior SA et préside Parfums Givenchy (1980-1983). Il s'intéresse aussi aux vins et Champagnes (participation dans le Château Kirwan de Bordeaux, administrateur de la Veuve Clicquot).

## Activités religieuses
Il est président du Consistoire israélite de Paris de 1967 à 1982, puis président du Consistoire central israélite de France de 1982 à 1992, et président par intérim du Conseil représentatif des institutions juives de France (CRIF) à la fin de 1982, remplaçant Alain de Rothschild en octobre 1982.
Il est également vice-président de la chambre de commerce France-Israël, président de l'Association de coopération économique France-Israël, gouverneur du Technion de Haïfa, administrateur de l'école Yabné et de l'alliance israélite universelle ainsi que vice-président du Comité d’action sociale israélite de Paris (CASIP).

## Honneurs
Il est nommé en 1988 commandeur de la Légion d'honneur, et en 1996, grand officier de l'ordre national du Mérite.